# 假面騎士Fourze
《假面騎士Fourze》（原題：仮面ライダーフォーゼ）是日本東映公司在2011年推出的《假面騎士系列》的第13部平成系列特攝作品，於2011年（平成23年）9月4日至2012年（平成24年）8月26日每週日早上08:00-08:30由朝日電視台播出，共48集。本作也是《假面騎士系列》誕生40週年紀念作品。
香港於2014年6月28日至2015年5月30日於每週六11:15-11:50由無綫電視翡翠台雙語廣播粵語配音版及日語版，設有提供中文字幕，其中粵語配音版可在每集播出後十四天內在網上經myTV重溫。
台灣於2014年9月7日至2015年8月2日每週日16:30-17:00由東森幼幼台首播國語配音版，晚上23:00-23:30重播，本作也是東森幼幼台播放的最後一部《假面騎士系列》劇集作品，台灣於下檔一年後直接跳過《假面騎士Wizard》並由東森綜合台播出《假面騎士鎧武》。2022年9月15日起，由木棉花國際每日於其超級英雄Youtube頻道播放高畫質版本。

## 本作特色
- Fourze的命名來源是取自「4」的英文Four、以及「0」的英文Zero中的前兩個字母ze，也就是意味著「40」周年紀念之意。
- 本作繼《假面騎士顎門》及《假面騎士Kabuto》後，東映第三部為紀念假面騎士系列誕生的電視劇集作品[3][4]。
- 劇中主要角色的名字多是取自於歷作的假面騎士的主角們名字做變化而命名[5]。
- 本作同時也是紀念載人航天50週年的紀念作，因此本作是繼《假面騎士Super 1》之後第二次以「太空」作為故事題材之一，故事場景是系列史上首次以「校園」為主，怪人也是首次以「星座」为蓝本，干部的变身者的名字也是和其代表星座有关联。
- 本作騎士最大的特點是主角的飛機頭和Fourze的火箭頭，還有濃濃的青春元素。所以本作是屬於校園輕喜劇。
- 本作的主要背景地點「天之川學園高中」，天之川的日文之意為「天上的星河」，即「銀河」之意，十分切合宇宙這個主題。
- 本作繼《假面騎士空我》之後第二次完全以漢字命名每集標題。
- 值得一提的是，本作的世界觀設定和前作《假面騎士OOO》[6]及後作《假面騎士Wizard》[7]有所關聯，之後於2017年上映的《假面騎士平成Generations FINAL Build & EX-AID with 傳說騎士》得知《假面騎士W》至《假面騎士EX-AID》實为同一世界觀。
- 自《假面騎士W》至本作，一連3部電視作品的片頭曲都是由女性歌手主唱，是《假面騎士系列》首次。
- 本作首次同時出現一位以上因出演假面騎士而人氣急升的演員，分別是福士蒼汰和吉澤亮，尤其是吉澤亮是繼要潤之後第二位因出演假面騎士而人氣急升的二號假面騎士演員。

## 故事概要
十七年前（1994年），月球上建造了研究基地，卻原因不明而發生爆炸事件，並有其中一人喪生……
而在現代（2011年），有著名為「天文裝置（Astro Switch）」的神祕物品出現，並且為人們打開踏入宇宙的可能……
一個看似平凡的學校天之川學園高中，開始陸續發生怪異事件，然而這其中卻另有秘密？
如月弦太朗這位轉學生的轉入，憑著傻勁和熱血要「和全校的人成為朋友」，卻也同時是一連串事件的開始……

## 故事背景

### 天之川學園高中

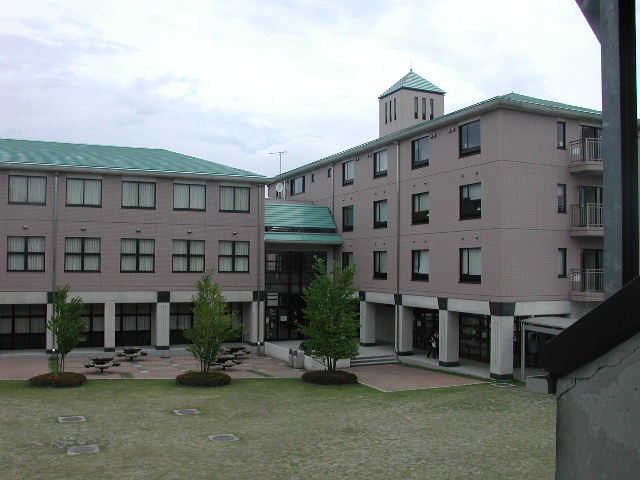
在假面騎士Fourze這部特攝劇裡面，通常是取景於群馬縣境內的高崎商科大學當作此劇天之川學園高中的學園外觀場景。

本作中虛擬出來的學校，裡面的學生也是各式各樣，此校園內的餐廳被各種小型組織分類，除了如月弦太朗，其他人物均是在不同的小組織內，例如不良少年、書呆子、休閒、健身系、宅、美式橄欖球隊與啦啦隊等，於聯動劇場版《假面騎士平成Generations FINAL Build & EX-AID with 傳說騎士》中該校園被作為「平行世界移動裝置」Enigma的根據地。
天之川學園高中活動
Queen Festival
舉辦時間：第3—4話。
校園一年一度的選美活動，通過全校學生投票選出被譽為站立頂點的女生。
比賽分為才藝與演講兩項環節。
風城美羽在此活動三連勝出。
學園祭
舉辦時間：聯動劇場版《假面騎士×假面騎士 Fourze & OOO MOVIE大戰 MEGA MAX》。
校園多數團體隨自己的意願創辨活動。
包括展覽、咖啡店、銷售攤位、演出、占卜等等的活動。
假面騎士部舉行的活動為假面騎士都市傳說的研究發佈會。
畢業舞會
舉辦時間：第26話
由即將畢業的學生參加，畢業典禮過後男女學生結伴共舞的一種正式的舞會。
參加學生的舞伴即使非畢業生也可以。
天高畢業舞會的舞曲為「咲いて」。
畢業旅行
舉辦時間：第33—34話
由教職員帶領學生集體行動，合宿的旅行活動。
以往目的地都是參觀NASA，但劇中因我望光明的計劃而地點改為京都。
太空人選拔試
舉辦時間：第37—38話
經過試驗從而選出擁有成為太空人資質的學生的特別活動。
合格者會成為宇宙特別生進行個別授課。
審查內容極為嚴酷，有時會出現突發事件去擾亂步伐，從而考驗各人的應變能力。

### 假面騎士部
由如月弦太朗（擅自）創立的部門。以月面基地「月兔艙門（Rabbit Hutch）」作為該部的房間。創立目的是為了守護天之川學園高中避免受Zodiarts的威脅，和為了調查在過去的40年各個城市有關假面騎士出現的都市傳說。
第2話，成立假面騎士部，成員為如月弦太朗、歌星賢吾、城島悠木。
第4話，風城美羽加入，自封為假面騎士部部長
第6話，JK加入
第8話，大文字隼加入
第10話，野座間友子加入
第18話，朔田流星加入。
第25-26話，風城美羽與大文字隼畢業，可是根據兩人的說法，兩人就讀的大學離學校很近，故時常回來，因此騎士部成員暫無變動，風城美羽自封為會長，封城島悠木為部長，歌星賢吾為副部長。
第30話，大杉忠太加入成為顧問教師，而黑木蘭和草尾春暫定成為後備部員。
第32话，后反Zodiarts同盟與假面騎士部合作，朔田流星以自己的名義正式承認為假面骑士部真正的部員。
第35-36话，JK打算退部，事件過後以道出自己真名 — 神宫海藏重返假面騎士部。
第40话，野座間友子被處女座Zodiarts處決而失蹤。
第41话，城島悠木、風城美羽、JK、大文字隼、大杉忠太因生命受到處女座Zodiarts正面的威脅而選擇脫離，朔田流星與其對戰不幸被送往暗黑星雲；第42话再次全部歸隊，朔田流星與野座間友子被處女座Zodiarts釋放。
第47話，歌星賢吾正準備回歸「Presenter」一方時，因核心開關受到射手座Zodiarts的攻擊而肉體化為虛無般消失。
最終话，月面基地「Rabbit Hutch」因受到嚴重破壞，連同擺放儲藏櫃的廢棄室一同爆炸。事件後歌星賢吾復活，朔田流星回歸昴星高中，風城美羽與大文字隼正式告別假面骑士部，黑木蘭和草尾春正式成為部員。最後改名為宇宙假面騎士部。
至最終话为止，宇宙假面骑士部部員共7人。顧問教師為大杉忠太。
《小說 假面騎士Fourze ～天・高・畢・業～》，如月弦太朗、歌星賢吾、城島悠木畢業後野座間友子接任成為第三任部長。
於聯動劇場版《假面騎士×假面騎士 Wizard & Fourze MOVIE大戰Ultimatum》五年後的時空，該社團中只有大木美代子一名成員兼任部長，顧問教師為如月弦太朗。
於《假面騎士ZI-O》中近藤大太與根津誓夫兩人已成為該社團的成員，而大杉忠太則成為了該社團的前任顧問。

### 昴星高中
本作中另一虛擬出來的學校，和故事有所關連的背景地點。
朔田流星的母校，聯動劇場版《假面騎士×假面騎士 Fourze & OOO MOVIE大戰MEGA MAX》的美咲撫子身穿的都是該校制服。

### 財團X
於《假面騎士W》初次登場的集團，在本作中對我望光明提供資助。

## 用語
天文裝置（Astro Switch）
原文：
本作中串連一切的關鍵。由非常複雜的迴路所構成的物品，也是假面騎士Fourze變身時必須使用的東西，本作的怪人Zodiarts也是以此變身。
根據歌星賢吾第47話中描述的回憶得知，Fourze Driver和天文裝置為歌星綠郎以核心裝置為原型而設計，但是當時僅有初步構造並未完成，最後在月面基地爆炸時遺留於其內。直至賢吾因為江本州輝送贈的「Gate」天文裝置而讓其踏入月面基地中發現，並把Fourze Driver和天文裝置實際完成。
天文裝置共有40個，由於剛開始完成的並不多，所以常須投入心力去逐一完成各類型的調整。
裝置需插入Fourze Driver才能使用，在變身狀態下使用可召喚出對應部位的裝備，會有由電子合成的「XX on」（XX為開關的英文名稱）的指令音效，供Fourze使用。關上開關後即可收回召喚的裝備。
發動必殺技時需要將手柄轉動，然後會發出所召喚的裝置音效，然後再發出必殺技的音效，另外插入時也會讀出裝置本身的名稱。
所有天文裝置的本體為● × ▲ ■ 的形狀。轉化後會自動變成其啟動機構，但代表的形狀會跟從本體裝置和力量而定。
● × ▲ ■ 各有10個裝置。其中No.10、20、30+31和40較其他的強大，也能改變Fourze的形態。
基本上、天文裝置依啟動機構分為下列數種。
- 按鈕式

藉由將裝置上方的按鈕壓下來啟動。
- 手把式

藉由扳動裝置上方的手把來啟動。不一定是上下扳動、也有橫向的。
- 輪盤式

將裝置轉動來啟動、轉動的方向隨著開關種類變化。
- 滾輪式

藉由滾動內嵌的球體來啟動。
- 掀蓋式

將蓋狀的裝置掀開來啟動。
- 拉環式

把拉環狀的裝置左右拉動來啟動。
- 其他式

只用于No.30 Switch 和No.31 Switch。
 Zodiarts 
原文：
本作登場的怪人。
為「Zodiac（黃道星座）」與「Astronaut（宇航員）」合併字，利用天文裝置誘發出邪惡意識的人類變身的怪人，其名稱都是用天文學的星座來命名。
我望光明以核心裝置為原型而設計出來，藉由使用者的負面情緒和黑洞能量彼此產生反應，讓身體達到進化的效果。
Zodiarts使用的天文裝置外型類似燈泡狀，其上端的按鈕即為變身用的按鈕，其裝置會反應使用者的情緒而產生能量多寡的不同，當使用者的負面情緒達到一定程度時，其裝置會變化為充血狀態，並發出「Last One」的音效（讀出「Last One」的音效隨着給予天文裝置的Horoscope而會有所不同），此時其變身後力量會大幅增加，但本體會纏成繭狀再與精神意識完全剝離。
因為位於天之川學園高中上空，宇宙能量的來源「The Hole」影響，只有該校的師生才可成功啟動裝置變身。如非該校的師生强行使用開關則會遭到開關的力量反噬並會令使用者長眠，需要使用者親手按下開關才能蘇醒。
此外，Zodiarts除了擁有星座本身的力量外，有機會隨着變身者自己而延伸出額外的能力，第5話中登場的麒麟座Zodiarts為首個例子。
Zodiarts使用的天文裝置只認定單一使用者，被使用者或幹部級以外的人碰到則會「Switch Off」，立刻損毀消失。不過立神吼因爲其特殊體質，所以可以使用多於一個天文裝置。
Zodiarts身上及手腳有數個圓形能量點，其排列形狀為其代表星座之形狀。其中1個能量點代表「主要星」，也是變身後天文裝置所在處。
當「主要星」的能量點超越Last One且異常發亮時，為正覺醒進化之狀態，「主要星」會額外產生自我修復的能量，最後使其進化。
少數Zodiarts可被選上進化成其中Horoscope的一員。
Horoscope
原文：
意為天宮圖，港譯星團。
不同於普通的怪人Zodiarts，為組織的幹部，經常出沒於天之川學園高中，並給予學生可變身為Zodiarts的天文裝置。
非戰鬥狀態時會披上特殊圖案的大型披風，而且其能量點排列分佈具有變化性為其特徵。
定義為由黃道十二宮的Zodiarts組成，統稱十二使徒。
一般的Zodiarts意志超越Last One後「主要星」會亮起，再融合纏繭的本體則能覺醒為Horoscope。第34話後位於天之川學園高中上空，宇宙能量傳送點「The Hole」增幅的緣故，覺醒的機率變得更大，加上天秤座Zodiarts「拉普拉斯之眼」的能力更不費功夫一下子找出能夠覺醒之人。
只有Horoscope才可運用特殊強化力量「超新星」。
第16話，速水說已有四人覺醒，要找出更多成員。
第22話，鬼島夏兒的飛馬座Zodiarts超越Last One，覺醒至巨蟹座Zodiarts，成為Horoscope第五人。
第30話白羊座Zodiarts為Horoscope第六人登場。
第34話我望光明被「拉普拉斯之眼」看出其射手座Zodiarts身份，他為Horoscope之首。
第35話摩羯座Zodiarts為Horoscope第七人登場。
第37話水瓶座Zodiarts為Horoscope第八人登場。
第39話金牛座Zodiarts為Horoscope第九人登場。
第41話射手座Zodiarts為Horoscope第十人登場。
第43話雙子座Zodiarts為Horoscope第十一人登場。
第45話雙鱼座Zodiarts為Horoscope第十二人登場。

## 本作登場假面騎士

### 假面騎士FOURZE
變身者：如月弦太朗（替身演員：高岩成二、CV：福士蒼汰）
原文： / Kamen Rider FOURZE

#### 變身模式
| 關鍵天文裝置 | 模式名稱                                        | 簡介 | 外觀                                                            | 能力                                                        |
| ------------ | ----------------------------------------------- | --- | --------------------------------------------------------------- | ----------------------------------------------------------- |
| 無           | Base States 基本型態                            | 變身時的基本型態 身高:200cm 體重:95kg 拳擊力:約2.1t 踢擊力:6.3t 跳躍力:20m 跑力:100m/6.2秒                                                        | 以白色為主的型態                                                | 無特殊能力，依照天文裝置原有的能力發揮                      |
|              | Elek States 電力型態                            | 使用Elek Switch時自動轉換的模式 身高:200cm 體重:97kg 拳擊力:約3.1t 踢擊力:7.3t 跳躍力:20m 跑力:100m/5.8秒                                         | 全身變成黃色，臉上有雷電標記                                    | 令安裝在其他位置的天文裝置追加電擊的能力                    |
|              | Fire States 火焰型態                            | 使用Fire Switch時自動轉換的模式 身高:200cm 體重:99kg 拳擊力:約3.8t 踢擊力:7.9t 跳躍力:17m 跑力:100m/6.5秒                                         | 全身變成以紅色為主                                              | 令安裝在其他位置的天文裝置追加火焰的能力，或具有滅火的能力  |
|              | Magnet States 磁鐵型態                          | 使用Magnet N Switch及Magnet S Switch時自動轉換的模式 身高:212cm 體重:114kg 拳擊力:約4.8t 踢擊力:8.8t 跳躍力:13m 跑力:100m/6.8秒                   | 全身以銀灰色為主，身上有紅藍兩色的線條（像加裝太空衣）          | 令安裝在其他位置的天文裝置追加磁鐵的能力                    |
|              | Cosmic States 宇宙型態                          | 使用Cosmic Switch時自動轉換的模式 身高:206cm 體重:98kg 拳擊力:約9.5t 踢擊力:15.3t 跳躍力:46m 跑力:100m/4.8秒                                      | 全身以藍色為主，身上有No.1-40 Switch的圖案                      | 集合40個天文裝置力量的形態。是Fourze自身的最強型態。        |
|              | Rocket States 火箭型態                          | 使用Super-Rocket Switch時自動轉換的模式 身高:200cm 體重:116kg 拳擊力:約2.1t（加速時約5.1t） 踢擊力:6.3t 跳躍力:18m 跑力:100m/7.3秒                | 外觀與基本模式相似，全身變成以橘紅色為主                        |                                                             |
|              | Meteor Fusion States 流星聚變型態               | 使用Fusion Switch及Meteor Switch時自動轉換的模式 身高:205cm 體重:100kg 拳擊力:約15.4t 踢擊力:18.9t 跳躍力:61m 跑力:100m/3.8秒                     | 外觀與Cosmic States相似，加上Meteor Storm的護肩，全身以紫色為主 | Fourze及Meteor兩者力量合一，綜合戰鬥力大增                  |
|              | Meteor Nadeshiko Fusion States 流星撫子聚變型態 | 使用Fusion Switch加上Meteor Switch及Nadeshiko Switch時自動轉換的模式 身高:205cm 體重:105kg 拳擊力:約19.7t 踢擊力:24.5t 跳躍力:75m 跑力:100m/2.8秒 | 外觀與Meteor Fusion States相似                                  | Fourze、Meteor及Nadeshiko三者力量合一，戰鬥力達到極致的境界 |
|              | Rocket-Drill States 火箭鑽頭型態                | 使用Clear Drill Switch及Rocket Switch時自動轉換的模式                                                                                             | 外觀與基本模式相似，軀體變成以橘紅色為主，頭部和基本模式相同    |                                                             |

#### 必殺技
必殺技發動時有指令音效，以使用中的裝置名稱依序讀出，再加上Limit Break即為必殺技的音效。必殺技名是由如月弦太朗所命名的。
在Limit Break發動期間再次拉下手把使用Limit Break，則會發動Double Limit Break（二階段必殺技）。Double Limit Break的發動狀態下，會將天文裝置的能力發揮到極致，甚至會產生額外性的附加能力。代價是會因此造成天文裝置的能源完全消耗，必須經過一定時間回復才能再度使用。
必殺技
原文： / Rider Rocket Drill Kick
本作的騎士踢，需使用「Rocket」和「Drill」天文裝置才可發動，以火箭加速往下踢出貫穿敵人的一擊，擁有約15T的破壞力。
原文： / Rider Rocket Drill Uchuu Kick
的升級版，需使用「Rocket」、「Drill」和「Radar」的天文裝置，以及Machine Massigler和Powerdizer才可發動。以Powerdizer令Machine Massigler升至宇宙，鎖定目標再以噴射加速的威力踢出貫穿敵人的一擊，擁有約45T的破壞力。
原文： / Rider Rocket Drill Dai Uchuu Kick
為的二階段必殺技，在Double Limit Break的狀態下，使得火箭和鑽頭巨大化數倍，火箭的噴射產生的能量化為熱能，足以使敵人受到灼傷，鑽頭踢出的破壞力更可達到無堅不摧。
原文： / Rider Hyaoku Volt Break
需使用「Elek」天文裝置才可發動，把BILLY THE ROD的插頭插到其左方的插口發出Limit break，以電擊棒收集空氣中的電力，在衝向敵人的同時發出具有強大電擊力的斬擊。
原文： / Rider Hyaoku Bolt Shoot
需使用「Elek」天文裝置才可發動，把BILLY THE ROD的插頭插到其上方的插口發出Limit break，以電擊棒收集空氣中的電力。與上招不同的是，此招是劍氣式的能量斬擊。
原文： / Rider Hyaoku Bolt Burst
需使用「Elek」天文裝置才可發動，把BILLY THE ROD的插頭插到其右方的插口發出Limit break，以電擊棒收集空氣中的電力。與上招不同的，此招是把電擊棒插進地面的能量波攻擊。
原文： / Rider Denkou Drill Kick
需使用「Elek」和「Drill」天文裝置才可發動，使電力完全集中在腳上，並踢出貫穿敵人的一擊。
原文： / Rider Bakunetsu Shoot
需使用「Fire」天文裝置才可發動，HEE-HACK GUN釋放最大輸出率的火焰砲射擊。若「Fire」天文裝置吸收了外來環境的火焰，將其釋放的力量亦會隨之增强。
原文： / Rider Kirimomi Crusher
此必殺技只出現在劇場版《假面騎士×假面騎士 Fourze & OOO MOVIE大戰MEGA MAX》及最終話。
需使用「Rocket-Super」天文裝置才可發動，運用雙手的火箭噴射推動進行螺旋式突擊。
原文： / Rider Double Rocket Drill Kick
此必殺技只出現在劇場版《假面騎士×假面騎士 Fourze & OOO MOVIE大戰MEGA MAX》
需使用「Rocket-Super」和「Drill」天文裝置配合假面騎士OOO才可發動，二人使出騎士火箭鑽踢和Super TATOBA Scanning Charge同時攻擊。
原文： / Sentai Rider Uchuu Kick
此必殺技只出現在劇場版《假面騎士x超級戰隊 超級英雄大戰》
需使用「Rocket-Super」和「Drill-Super」天文裝置配合Go Busters王才可發動。Go Busters王藉著天文裝置的力量，裝備上巨大的火箭和鑽頭部件，再以雙重火箭噴射加速的威力，雙腳踢出貫穿敵人的一擊。
原文： / Rider Choudenji Bomber
需使用「Magnet N」和「Magnet S」天文裝置才可發動。以大型磁鐵先產生磁場固定敵人後，再發出致命性的砲擊。
原文： / Rider Choudenji Tackle
需使用「Magnet N」和「Magnet S」天文裝置才可發動。利用驅動電磁砲產生的後座力產生高速衝撞力，再接近敵人發動零距離最大威力的砲擊。
原文： / Rider Choudenji Bomber‧Itsusei Sousha
需使用「Magnet N」、「Magnet S」「Launcher」和「Gatling」天文裝置才可發動。配合槍砲類裝置同時發出致命性的砲擊。
原文： / Rider Chouginga Finish
需使用「Cosmic」 天文裝置才可發動。BARIZUN SWORD在打開裝甲後的「斬撃模式」之下使出的Limit break。
原文： / Rider Fusion Drill Kick
此必殺技只出現在劇場版《假面騎士Fourze THE MOVIE 大家的宇宙來了!》
需使用「Fusion」和「Drill」天文裝置發動。集合Meteor Fusion States原有力量踢出貫穿敵人的一擊。
原文： / Seshun Ginga Dai Dai Dai Drill Kick
為的三階段必殺技，在Triple Limit Break強行催谷的狀態下，使得火箭和鑽頭力量巨大化數倍。
原文： / Double Fire Drill Kick
此必殺技只出現在劇場版《假面騎士×假面騎士 Wizard & Fourze MOVIE大戰Ultimatum》
需使用「Fire」 和「Drill」天文裝置配合假面騎士Wizard才可發動。共同使出火焰的踢擊。
原文： / Rider Ultimate Crusher
此必殺技只出現在劇場版《假面騎士×假面騎士 Wizard & Fourze MOVIE大戰Ultimatum》
需使用「Fusion」和「Nadeshiko」天文裝置才可發動，攻擊模式與Rocket States使出的騎士迴旋爆碎相同，分別在於威力強化數倍。

#### 未命名必殺技
如月弦太朗未命名的Limit Break。
未命名必殺技
- Rider Maximum Strafe（騎士全彈掃射）

需使用「Fire」和「Launcher」和「Gatling」天文裝置才可發動，將所有槍砲類裝置同時啟動並發出總攻擊，具有十分強大的破壞力。
- Rider Fire Extinguisher Shoot（騎士滅火射擊）

需使用「Fire」天文裝置才可發動，HEE-HACK GUN「滅火模式」時提升滅火彈的輸出率。
- Rider Painter Kick（騎士畫筆腳）

需使用「Pen」天文裝置才可發動，利用筆在空中連環踢擊。
- Rider Warp Drive（騎士曲速轉移）

需使用「Cosmic」天文裝置才可發動，BARIZUN SWORD合上表面裝甲的「噴射模式」之下使出的Limit break，製造出空間扭曲令雙方極速轉移至宇宙之間。
- Rider Spin Attack（騎士迴旋攻擊）

需使用「Chainsaw」「Scissors」、「Spike」和「Claw」天文裝置才可發動，集合近戰系武器，以高速迴旋作密集攻撃。

#### 特殊技
特殊技不會有任何指令音效。特殊技名亦是由如月弦太朗所命名的。
特殊技
原文： / Rider Rocket Punch
需使用「Rocket」天文裝置才可發動，以火箭的推力噴射加速，以巨大的衝擊力轟向敵人。
原文： / Rider Swing-by
此特殊技只出現在《劇場版 假面騎士OOO WONDERFUL 將軍與21枚核心硬幣》
需使用「Magic Hand」 天文裝置和配合假面骑士OOO才可發動，抓住OOO後並把他甩出去，配合被拋出的衝力突進再利用爪子攻擊敵人。
原文： / Rider Denki Shock
需使用「Elek」和「Winch」 天文裝置才可發動，以電擊劍接觸滾筒式絞盤的鋼索，利用通電的方式攻擊敵人。
原文： / Jumping Zutsuki
無需使用任何天文裝置，用背面噴射氣囊的推動力施以飛彈式頭鎚。
原文： / Rider Double Rocket Punch
此特殊技只出現在劇場版《假面騎士×假面騎士 Fourze & OOO MOVIE大戰 MEGA MAX》
需要配合假面騎士Nadeshiko使用「Rocket」天文裝置才可發動，二人同時使出騎士火箭拳。
原文： / Rider Drill Kick
需使用「Drill」天文裝置才可發動，以低空踢出貫穿敵人的一擊。
原文： / Daimonji Barrier
需使用「Pen」天文裝置才可發動，三角方位寫下「大」字型的金屬板圍著敵人以封鎖著行動。
- 大文字斬

原文： / Daimonji Giri
連接後發動，利用「大」字型的金屬板作武器來斬撃。
原文： / Rider Stamper Kick
此特殊技在劇場版《假面騎士Fourze THE MOVIE 大家的宇宙來了!》命名
需使用「Stamper」天文裝置才可發動，踢中目標後戳上圖形，數秒後會引爆出衝擊波。
- 騎士踢

原文： / Rider Kick
集中力量飛踢的一擊。
原文： / Rider (Double) Rocket Missile
此必殺技只出現在劇場版《假面騎士×假面騎士 Wizard & Fourze MOVIE大戰Ultimatum》
需使用「Fusion」和「Nadeshiko」天文裝置才可發動，射出雙手的火箭進行遠程一擊。

#### 非官方命名特殊技
非官方命名特殊技
- Magnetic Storm（磁場風暴）

需使用「Magnet N」和「Magnet S」天文裝置才可發動，以磁力觸發起強力的龍捲風，並引動周圍的金屬物體一同吹向目標。

#### Cosmic States混合技
Cosmic States獨有的攻擊模式，先以插入在Fourze Driver開啟中的裝置為主導裝備(右手● 以BARIZUN SWORD為主導裝備，劍柄插槽為Driver)，再按胸前的同一部位裝置的圖案追加能力使其攻擊屬性混合，舉例如果正在開啟右腳 × 的No.2 Launcher，再按胸前同是右腳× No.32 Freeze圖案，導彈攻擊會帶有凍結效果。
Cosmic States混合技
BARIZUN SWORD + Rocket + Elek (右手●)
主裝備為斬擊模式的BARIZUN SWORD，插上Rocket Switch再附加Elek Switch的力量。劍上帶有火箭的推進力加上電力的斬擊。
Launcher + Freeze (右腳×)
主裝備為Launcher Switch，再附加Freeze Switch的力量。導彈命中目標後帶有凍結的功效。
BARIZUN SWORD + Fire (右手●)
主裝備為斬擊模式的BARIZUN SWORD，插上Fire Switch。帶有火焰的斬擊。
Giant-foot + Freeze (右腳×)
主裝備為Giant-foot Switch，再附加Freeze Switch的力量。帶有凍結力量的重力攻擊。
BARIZUN SWORD + Elek (右手●)
主裝備為噴射模式/斬擊模式的BARIZUN SWORD，插上Elek Switch。帶有電力的打擊/斬擊，或放出電流作遠距攻擊。
Beat + Net (右腳×)
主裝備為Beat Switch，再附加Net Switch的力量。以超音波形成一道網用作阻隔攻擊之餘，還可捕捉目標。
BARIZUN SWORD + Claw (右手●)
主裝備為斬擊模式的BARIZUN SWORD，插上Claw Switch。一劍就能揮出大型三叉爪擊的效果。
Launcher + Net (右腳×)
主裝備為Launcher Switch，再附加Net Switch的力量。導彈命中後撒網捕捉目標。
BARIZUN SWORD + Meteor Storm (右手●)
主裝備為斬擊模式的BARIZUN SWORD，插上Meteor Storm Switch。接收敵方攻擊轉化為力量再回饋還擊。

### 假面騎士Meteor
變身者：朔田流星（替身演員：永德、CV：吉澤亮）
原文： / Kamen Rider METEOR

#### 變身模式
| 關鍵天文裝置 | 模式名稱              | 簡介                                                                                          | 外觀                   | 能力                                              |
| ------------ | --------------------- | --------------------------------------------------------------------------------------------- | ---------------------- | ------------------------------------------------- |
|              | 通常形態              | 變身時的基本模式 身高:210cm 體重:93kg 拳擊力:約4.3t 踢擊力:9.4t 跳躍力:25m 跑力:100m/5.8秒    | 以藍色和黑色為主的型態 | 依照原有的能力發揮                                |
|              | Meteor Storm 流星風暴 | 變身時自動改變模式 身高:210cm 體重:93kg 拳擊力:約7.3t 踢擊力:11.4t 跳躍力:21m 跑力:100m/5.4秒 | 以藍色和金色為主的型態 | 綜合戰鬥能力大幅提高，追加武器 Meteor Storm Shaft |

#### 輔助裝備
- Meteor Galaxy

原文：
成板狀形，變身後會在右手手腕上。
左方有指紋認証系統。只能確認Meteor 左手食指的符號。
右下方有三個推動式按鈕，推動後發動特殊技。
指紋認証系統和三個推動式按鈕之間有一個紅色按鈕，用作退出發動了的特殊技。
使用右上方的裝置插槽，並插入「Meteor」天文裝置後可以使用必殺技。
- Meteor Storm Shaft

原文：
轉換另一形態Meteor Storm後的專屬武器。可伸縮的棒棍。
端部裝置插槽連接「Meteor Storm」天文裝置後可以使用必殺技，

#### 特殊技
當推動按鈕，Meteor Galaxy會發出 「XX！Ready！」的音效（「XX」代表發動了的按鈕），然後認証指紋後會發出「OK！XX！」的音效。
特殊技
- 木星之鎚

原文： / Jupiter Hammer
出現木星浮現在拳頭上並向對方打出強而有力的一擊
- 土星之環

原文： / Saturn Saucer
出現土星浮現在拳頭上，並向對方揮出土星狀光環來回性的向敵人斬擊
- 火星破碎

原文： / Mars Breaker
出現火星浮現在拳頭上並向對方打出火熱而高破壞性的一擊

#### 必殺技
還可以使用Fourze的天文裝置來發動必殺技，已知的有「Elek」、「Fire」和 「N Magnet」（「Elek」天文裝置電氣的必殺技详見第20话﹔「Fire」天文裝置火焰的必殺技详見第37话；「N Magnet」天文裝置磁力的必殺技详見第46话）
必殺技
- 隕石突襲

原文： / Meteor Strike
Meteor Driver插入天文裝置後發動，從上往下的急速下墜力造成的強力踢擊，破壞力可達32T。
- 星光之雨

原文： / Starlight Shower
Meteor Galaxy插入天文裝置後發動，用右手一次過打出無數拳擊的必殺技，合計破壞力為17T，此招也能以遠程形式撃出。
- 星嵐懲戒

原文： / Meteor Storm Punisher
Meteor Storm Shaft插入「Meteor Storm」天文裝置後發動，把「Meteor Storm」天文裝置頂端的陀螺形制動器拉環射出後，以極高速旋轉自動向單體或複數目標施以致命一撃，破壞力可達20T。轉動時亦具備吸收能量的功效令回饋攻擊力增強。

### 假面騎士NADESHIKO
變身者：撫子（替身演員：人見早苗、CV：真野恵里菜）
原文： / Kamen Rider NADESHIKO

### 假面騎士Icarus
變身者：翼
於《小說 假面騎士Fourze ～天・高・畢・業～》中登場。

## 天文裝置（Astro Switch）
| No. | 連接部位 | 裝置英文名稱 | 日文名稱           | 開關名       | 機構   | 代表形狀 | 功能 | 備註 |
| --- | -------- | ------------ | ------------------ | ------------ | ------ | -------- | --- | --- |
| -   | -        | Core         | コア               | 核心         | 按鈕式 | -        | 所有的源頭，歌星綠郎及我望光明藉此分別開發出天文裝置。據說由宇宙深處的意志體「引進者（Presenter）」向各方行星呈上，目的為了收集該行星文明的數據知識。                                                               | 二十年前由歌星綠郎及我望光明從月球尋獲。 |
| SP  | -        | Gate         | ゲート             | 大門         | 手把式 | -        | 將空間扭曲與月面基地Rabbit Hatch連接 | 歌星賢吾在一年前生日時使用的天文裝置，由立花（江本州輝）以匿名方式寄贈 |
| -   | 全身     | Meteor       | メテオ             | 流星         | 推動式 | ●        | 假面騎士Meteor之專屬變身Switch，可以與M-BUS 衛星進行通訊 | 能配合武器Meteor Galaxy 和Meteor Driver 進行必殺技。於劇場版《假面騎士Fourze THE MOVIE 大家的宇宙來了!》中假面騎士Fourze配合Fusion Switch使用而轉換為Meteor Fusion States；於劇場版《假面騎士×假面騎士 Wizard & Fourze MOVIE大戰Ultimatum》中配合Nadeshiko Switch及Fusion Switch使用而轉換為Meteor Nadeshiko Fusion States |
| -   | 全身     | Meteor Storm | メテオストーム     | 流星風暴     | 按鈕式 | ●        | 假面騎士Meteor之專屬變身Switch，轉換為另一形態Meteor Storm | 配合武器Meteor Storm Shaft，在第44話亦可以配合BARIZUN SWORD進行斬擊及吸收爆炸的能量。最終話時連按3次啟動「Max Power」的聲效，之後連續使用兩次 Meteor Storm Punisher。 |
| S-1 | 雙腕     | Rocket-Super | スーパーロケット   | 雙重火箭     | 按鈕式 | ●        | 雙手出現強化火箭推進器，能夠大幅增強拳擊威力或支援Fourze噴射飛行 | 於劇場版《假面騎士×假面騎士 Fourze & OOO MOVIE大戰 MEGA MAX》登場，由宇宙生命體SOLU(美咲撫子)自行製造出來。擁有能改變States的力量，變成Rocket States；於劇場版《假面騎士x超級戰隊 超級英雄大戰》作為《特命戰隊Go Busters》中的Go Busters王雙手強化部件。於本篇第41話及最終話再度登場。 |
| S-3 | 雙腳     | Drill-Super  | スーパードリル     | 雙重鑽頭     | 輪盤式 | ▲        | 雙腳出現強化鑽頭，能夠大幅增加每秒鑽動次數且巨大化 | 於劇場版《假面騎士x超級戰隊 超級英雄大戰》登場，作為《特命戰隊Go Busters》中的Go Busters王雙腳強化部件。 |
| 3   | 右腕     | Clear Drill  | クリアドリル       | 銳利鑽頭     | 輪盤式 | ▲        | 手上出現帶有火箭推進器的鑽頭，能夠增幅刺穿的威力 | 於DVD特別版《假面騎士Fourze 超Battle DVD 友情之Rocket-Drill States》登場。力量比其他Switch的強大，與右腕●裝上的Rocket Switch配合使用後擁有能改變States的力量，可以轉換形態為Rocket-Drill States |
| EX  | 全身     | Fusion       | フュージョン       | 聚變         | 輪盤式 | ■        | 集中力量作聚合調和，能夠讓Fourze和Meteor兩者力量合而為一後轉換形態，綜合戰鬥力大增，右手配合武器Meteor Galaxy | 於劇場版《假面騎士Fourze THE MOVIE 大家的宇宙來了!》登場，巨大宇宙鐵人「XVII」中端人工智能「BRAIN」所設計。由假面騎士部及天高的師生40人，一共按下40個天文裝置所產生出的宇宙能量轉化而成。與右腕●裝上的Meteor Switch配合使用後擁有能改變States的力量，變成Meteor Fusion States；於劇場版《假面騎士×假面騎士 Wizard & Fourze MOVIE大戰Ultimatum》中配合Nadeshiko Switch及Meteor Switch使用而轉換為Meteor Nadeshiko Fusion States |
| N   | 全身     | Nadeshiko    | なでしこ           | 撫子         | 手把式 | ×        | 具有假面騎士Nadeshiko的力量，與Fourze和Meteor力量合而為一後轉換形態，雙手出現強化火箭推進器以及雙腳上裝上滑板。綜合戰鬥力達到極致的境界                                                                             | 於劇場版《假面騎士×假面騎士 Wizard & Fourze MOVIE大戰Ultimatum》登場。與右腕●裝上的Meteor Switch及左腕■裝上的Fusion Switch配合使用後擁有能改變States的力量，變成Meteor Nadeshiko Fusion States |
| 1   | 右腕     | Rocket       | ロケット           | 火箭         | 按鈕式 | ●        | 手上出現火箭推進器，能夠增強拳擊威力或令Fourze飛行 | 搭配鑽頭可發動Limit Break火箭鑽踢貫穿敵人 使用二段Limit Break時，火箭型態巨大化，同時推進力及燃料槽上升2倍 |
| 2   | 右腳     | Launcher     | ランチャー         | 導彈發射器   | 手把式 | ×        | 腳部出現飛彈發射器，每次同時發射五枚導彈 | 弦太朗在未能控制前需要使用雷達瞄準才能命中，攻擊複數目標時也需使用雷達瞄準 |
| 3   | 左腳     | Drill        | ドリル             | 鑽頭         | 輪盤式 | ▲        | 腳部出現鑽頭，每分鐘旋轉200次，可刺穿敵人或挖地，但因其形狀而不便於行走 | 搭配火箭能夠發動必殺技Limit Break火箭鑽踢貫穿敵人 使用二段Limit Break時，鑽頭型態巨大化，同時轉動次數及威力上升2倍 |
| 4   | 左腕     | Radar        | レーダー           | 雷達         | 滾輪式 | ■        | 鎖定敵人、反射能量波、具備通訊功能 | 可在宇宙作目標鎖定，配合火箭和鑽頭能在宇宙發動必殺技火箭突鑽宇宙踢 |
| 5   | 右腕     | Magic-hand   | マジックハンド     | 魔術手       | 手把式 | ●        | 伸出多段有高強可動性的夾，可以取物。 | 於《劇場版 假面騎士OOO WONDERFUL 將軍與21枚核心硬幣》首次使用。第4話中有使用魔術手拯救被怪人丟落橋下的美羽。 |
| 6   | 左腕     | Camera       | カメラ             | 攝影機       | 按鈕式 | ■        | 左手出現攝影機，能用作高級攝影。 | 賢吾常常帶在身上，是Burgermeal的常用Switch |
| 7   | 左腕     | Parachute    | パラシュート       | 降落傘       | 手把式 | ■        | 放出三個耐熱降落傘，以便於安全降落 | 當Fourze在太空戰鬥後，返回地球時使用 |
| 8   | 右腳     | Chainsaw     | チェーンソー       | 電鋸         | 掀蓋式 | ×        | 腳板出現旋轉刀片，每分鐘旋轉15,000次 | |
| 9   | 左腳     | Hopping      | ホッピング         | 跳躍         | 按鈕式 | ▲        | 腳部出現彈簧柱，能夠大幅增強跳躍力，但有難以控制的缺點 | 經過弦太朗在月球的自我訓練得以控制 |
| 10  | 右腕     | Elek         | エレキ             | 電氣         | 手把式 | ●        | 帶有高伏特電擊棒 - BILLY THE ROD ，能夠附加電屬性於其他Switch，把插頭接上不同插制上能改變攻擊型式，分別是左—電氣劍擊、中—遠距劍波和右—電磁捕捉                                                                      | 力量比其他Switch的強大，當力量累積到一定程度時，可以轉換形態成Elek States |
| 11  | 左腕     | Scissors     | シザース           | 剪刀         | 手把式 | ■        | 一把鋒利的剪刀 | 是Potachopping的常用Switch |
| 12  | 右腳     | Beat         | ビート             | 拍子機       | 輪盤式 | ×        | 一個拍子機，以超音波作攻擊 | 不需要任何動作，只要啟動裝置即可牽制敵人 |
| 13  | 右腕     | Chainarrays  | チェーンアレイ     | 流星鎚       | 滾輪式 | ●        | 以特殊合金製成的120Kg的流星鎚，與鎖鏈連接以攻擊敵人 | 鎖鍊可以隨意伸長或縮短，可做近身或遠距攻擊 |
| 14  | 右腳     | Smoke        | スモーク           | 煙霧         | 按鈕式 | ×        | 腳部出現4個噴霧裝置，並且大量噴出煙霧，令50米內的敵人在最多5分鐘內看不到自己 | 噴出煙霧時會產生強大風壓 |
| 15  | 左腳     | Spike        | スパイク           | 尖刺         | 按鈕式 | ▲        | 出現特殊合金刺環，接近敵人時會刺出像狼牙棒的尖刺攻擊敵人 | 非常適合近身戰 |
| 16  | 左腕     | Winch        | ウィンチ           | 勾子         | 掀蓋式 | ■        | 一個旋轉渦輪驅動的滾筒式絞盤，使用勾子勾著最大5T的物品，令自己或物品移動，也可牽制敵人 | |
| 17  | 右腕     | Flash        | フラッシュ         | 閃光         | 按鈕式 | ●        | 黃色的巨形手電燈，能夠做出如閃光彈的強光，亮度可以控制 | 是Fulashake的常用Switch |
| 18  | 左腕     | Shield       | シールド           | 盾           | 掀蓋式 | ■        | 以白色的特殊合金盾防禦敵方攻擊，可抵擋強力攻擊 | |
| 19  | 左腳     | Gatling      | ガトリング         | 格林機關砲   | 滾輪式 | ▲        | 出現一列6管格林機關砲，能以密集的槍擊攻擊敵人 | 配合火焰和導彈發射器一起發動Limit Break能使出勁強的火力 |
| 20  | 右腕     | Fire         | ファイヤー         | 火焰         | 拉環式 | ●        | 一把能夠產生高溫火焰和滅火的槍 - HEE-HACK GUN，能夠附加火焰屬性於其他Switch | 力量比其他Switch強大，可以轉換形態為Fire States |
| 21  | 右腳     | Stealth      | ステルス           | 隱身         | 輪盤式 | ×        | 可於5秒內進行光學隱身，且防雷達偵測及不限使用次數 | |
| 22  | 左腕     | Hammer       | ハンマー           | 鎚           | 按鈕式 | ■        | 震盪威力非同小可的鎚子，可用於牽制敵人 | |
| 23  | 左腳     | Water        | ウォーター         | 水           | 輪盤式 | ▲        | 腳部出現水龍頭，可用水龍頭上的旋轉開關控制水量 | |
| 24  | 左腕     | Medical      | メディカル         | 醫療         | 按鈕式 | ■        | 一個萬用醫療箱，藥物具有特殊的濃縮宇宙能量 | 此開關可不需要透過弦太朗變身Fourze來啟動，但需利用歌星賢吾的轉化器才能啟動。在本篇第14、32話曾使用。 |
| 25  | 右腳     | Pen          | ペン               | 筆           | 手把式 | ×        | 腳部出現毛筆，畫出來的字樣會立刻變成實體的特殊合金板 | 墨水顏色可以轉換 |
| 26  | 左腳     | Wheel        | ホイール           | 車輪         | 手把式 | ▲        | 兩個車輪，用於陸上高速移動 | |
| 27  | 左腳     | Screw        | スクリュー         | 螺旋槳       | 輪盤式 | ▲        | 潛艇的螺旋槳，用於水中高速移動 | |
| 28  | 右腳     | Hand         | ハンド             | 手           | 按鈕式 | ×        | 腳部出現機械手臂關節，具有機械智能，可自動運作 | 使用方法與No.5 Switch Magic-hand類似 |
| 29  | 右腕     | Scoop        | スコップ           | 鏟斗         | 掀蓋式 | ●        | 手上出現鏟斗 | 是Horuwankov的常用Switch |
| 30  | 右腕     | N Magnet     | エヌ・マグネット   | 正極磁鐵     | 其他式 | ●        | N Magnet Switch為紅色手把，S Magnet Switch為藍色手把，這2個Switch平時組合為NS MagPhone，使用時需拆開。武器是2個電磁砲，分別在左肩及右肩，砲管可組合為大型磁鐵，能夠產生磁場                                         | 這2個Switch為雙胞胎Switch，故必須同時使用，力量比其他正常Switch的強大，可以轉換形態成Magnet States |
| 31  | 左腕     | S Magnet     | エス・マグネット   | 負極磁鐵     | 其他式 | ■        | N Magnet Switch為紅色手把，S Magnet Switch為藍色手把，這2個Switch平時組合為NS MagPhone，使用時需拆開。武器是2個電磁砲，分別在左肩及右肩，砲管可組合為大型磁鐵，能夠產生磁場                                         | 這2個Switch為雙胞胎Switch，故必須同時使用，力量比其他正常Switch的強大，可以轉換形態成Magnet States |
| 32  | 右腳     | Freeze       | フリーズ           | 凍結         | 輪盤式 | ×        | 一個造冷機，能夠吹出低溫冷氣 | 是Softonya的常用Switch |
| 33  | 右腕     | Claw         | クロー             | 爪子         | 掀蓋式 | ●        | 一隻紫色短爪，用於近身戰 | |
| 34  | 左腳     | Board        | ボード             | 滑板         | 手把式 | ▲        | 一塊裝於腳上的滑板 | 可以配合Winch抓住移動物作滑行 |
| 35  | 右腳     | Giant-foot   | ジャイアントフット | 巨人之腳     | 按鈕式 | ×        | 腳部出現大型鞋子，使做出的動作可使周圍的重力力場改變，藉以作遠距攻擊 | 具有透明影像特效 |
| 36  | 左腳     | Aero         | エアロ             | 空氣         | 手把式 | ▲        | 類似吸塵器的儀器，能真空抽取空氣後再噴射出強烈的氣流。 | |
| 37  | 左腕     | Gyro         | ジャイロ           | 自轉旋翼飛機 | 輪盤式 | ■        | 直升機的旋翼，可作空中飛行。飛行用途和Rocket相比，這個更可隨意垂直升降、空中懸停、速度調節和向前後飛 | 是Nagejaroika的常用Switch |
| 38  | 右腳     | Net          | ネット             | 網           | 手把式 | ×        | 腳上出現捕蟲網，能製造出大型電磁網捕捉敵人 | |
| 39  | 左腳     | Stamper      | スタンパー         | 印章         | 按鈕式 | ▲        | 腳上出現大型印章。向指定目標戳上圖形，圖形數秒後會引爆出衝擊波。 | 引爆時間會隨著戳上圖形時的力度而定。 |
| 40  | 右腕     | Cosmic       | コズミック         | 宇宙         | 按鈕式 | ●        | 把Fourze變成最強形態的Switch。集合No.1—39天文裝置的力量轉化而成，同一位置的裝備更可同時開啟成為混合屬性。專屬武器 BARIZUN SWORD，合上表面裝甲後發動的必殺技擁有空間跳躍的能力；張開表面裝甲後會露出劍身作近戰之用。 | 力量是Switch中最強大，可以轉換形態為Cosmic States。須接駁Driver的情況之下才可按動，否則會持續發出「Danger」的音效、最後發出「Goodbye」的音效後會有爆炸的危險。由假面騎士部成員的羈絆作動力運行，第35話曾經因JK的背叛及第41話因友子失蹤而無法使用，弦太朗於第42話表示以上事件主要成因是自身對羈絆的信心不足所導致，與他人脫離無關。                                                                                             |

## 輔助工具

### 變身腰帶

#### Fourze Driver
由右至左一共4個天文裝置插槽（● × ▲ ■），分別是右手●、右腳×、左腳▲、左手■。
正中間為小型顯示螢幕，會隨著各部位裝置使用改變顯示，若使用右手的裝置，則螢幕會立即隨之改變。
腰帶右側有一個手把，變身時將四個天文裝置插入後，並且按下四個紅色開關，會有「Three Two One」的倒數指令音效出現，此時拉下手把即可變身。變身中再次拉下手把則會發動Fourze的必殺技，必殺技依照使用的裝置而各有不同。
於《假面騎士×假面騎士 Wizard & Fourze MOVIE大戰Ultimatum》中，五年後在如月弦太朗成為了天之川學園高中老師，也為了教導由自己負責帶領的班別－ 1年A班所組成的「怪人同盟」學生正確的教育觀念，也在歌星賢吾同意下，將該驅動器丟掉。

#### Meteor Driver
在腰帶的中間有立體的星座盤。左方有天文裝置插槽，右方有球型的把手，頂端有著推動式開關。
立體的星座盤在變身時能發出七彩的光芒。
把頂端開關推動後會發出「Meteor！Ready！」的音效，然後按動球型的把手後，星座盤會馬上轉動並啟動變身程序。
插槽也可以使用任何的●型天文裝置。把接上的天文裝置開啟後會發出「XX On！Ready！」的音效（「XX」是插入的天文裝置名稱），再用手轉動星座盤並發出「XX Limit Break！」的音效後可以發動必殺技。

### 交通工具
- Machine Massigler（マシンマッシグラー）

Fourze的專用摩托車，平常為歌星賢吾所有。頭部有一個像穿梭機的車頭，後部裝置了火箭推進器，能夠令摩托車加速或作為火焰噴射器攻擊，在Powerdizer變為發射台模式下甚至可令摩托車衝出大氣層。可由天文裝置呼叫出動。
機車原型：本田XR230。
全長：2100mm
全闊：825mm
全高：1120mm
座高：805mm
重量：132kg
最高時速：506.9km
最高功率：229.9kw
乘坐人數：2人
- Machine Meteorstar（マシンメテオスター）

Meteor的專用摩托車，車頭是圓形的，有一個藍色的車頭燈，後部裝置了火箭推進器和兩塊太陽能板
機車原型：本田XR250。
全長：2050mm
全闊：800mm
全高：1100mm
座高：805mm
重量：140kg
最高時速：511.7km
最高功率：210.5kw
乘坐人數：2人
- Powerdizer（パワーダイザー）

原為OSTO（外宇宙技術開發機構）所研發之月面作業用途，大型作業可變形的動力服，現為用作支援Fourze戰鬥使用。
戰鬥模式時以雙腳移動，載具模式時可以高速行駛，而發射台模式會變成質量投射器令Machine Massigler升空。
除了由一人在裡面控制駕駛外，並可由天文裝置呼叫出動。駕駛者也需要具備良好的體力和運動能力才能順利操作。
Powerdizer具有大型機械鉗和飛彈發射器作為武裝。
弦太朗稱它為大猩猩。
風城美羽在第8話駕駛過。以後就由大文字隼駕駛。
於劇場版《假面騎士Fourze THE MOVIE 大家的宇宙來了!》中為配合Queen Dizer及JK Dizer而刻意命名為King Dizer。
- Trio the Dizer（トリオ・ザ・ダイザー）

於劇場版《假面騎士Fourze THE MOVIE 大家的宇宙來了!》登場。作軍事用途的另類型號Powerdizer，分別由美羽及JK駕駛。
Queen Dizer（クイーン・ダイザー）
由風城美羽命名兼負責駕駛。
主要顏色為白和紅，左手裝備上格林機關砲；右手為大型機械鉗。
JK Dizer（ジェイク・ダイザー）
由JK命名兼負責駕駛。
主要顏色為墨綠迷彩，雙手同時裝備上格林機關砲。

### NS MagPhone
假面騎士部用的摺疊式衛星電話。
有紅色（面）、藍色（底）兩面，頭尾各有一個Switch。
可以分拆成為No.30 Switch（紅色手把）和No.31 Switch（藍色手把）。
兩個手把具有扳機等的操作鍵。
No.30 Switch與No.31 Switch是雙胞胎Switch ，因為力量相同。
但因為兩個Switch是一起轉化的，所以使用時有一定的危險性。
將手把安裝在Fourze Driver上，可以令Fourze變成Magnet States。
No.30&31 Switch 和 NS MagPhone 是由流星跟着賢吾的設計轉化和製造。
第19話中，NS MagPhone因流星調整不當，磁力過強以致弦太朗無法分開，還把它丟飛了。
第20話中，被Holwankof挖出，最後被賢吾再次調整，弦太朗成功把它分開。

### Foodroid
由城島設計造型，並由賢吾製作的小型支援機器，靈感則來自各種美式快餐店的餐點。通常用於蒐集情報和分析。
- Burgermeal（バガミール）

造型來源為漢堡跟老鼠，插入Camera Switch可變成小型機器人，並且能放出立體影像。
Switch 的插口在背面。
- Potachopping（ポテチョキン）

造型來源為薯條跟螃蟹，插入Scissors Switch可變成小型機器人，並且能攻擊敵人。
Switch 的插口在背面。
- Fulashake（フラシェキー）

造型來源為快餐杯裝奶昔跟企鵝，插入Flash Switch可變成小型機器人，並且能以兩眼發出強光。
Switch 的插口在杯內。
- Horuwankov（ホルワンコフ）

造型來源為熱狗跟狗，插入Scoop Switch可變成小型機器人，並且能像推土機般推走物件。
Switch 的插口在背面。
- Softonya（ソフトーニャ）

造型來源為霜淇淋跟電扇，插入Freeze Switch可變成小型機器人，並且能從三個方位吹出冷氣，凍結敵人。
Switch 的插口在筒下。
- Nagejaroika（ナゲジャロイカ）

造型來源為雞塊跟蝸牛，插入Gyro Switch能夠放出四個能飛行的小機器人ナゲイオ、ナゲロパ、ナゲメデ、ナゲスト。
Switch 的插口在盒内。

## 本作登場怪人

### Zodiarts
本作登場的Zodiarts
| 日文原文名稱 | 中文名稱         | 身高                                                                             | 身高                                                                             | 特色 / 能力                                                                      | 登場話數                                                                         | 變身者                                                                           | 備註 |
| ------------ | ---------------- | -------------------------------------------------------------------------------- | -------------------------------------------------------------------------------- | -------------------------------------------------------------------------------- | -------------------------------------------------------------------------------- | -------------------------------------------------------------------------------- | --- |
|              | 獵戶座Zodiarts   | 243.0cm                                                                          | 225.0kg                                                                          | 使用棍棒與盾的格鬥戰 巨大手腕的擺動攻擊                                          | 1 - 2                                                                            | 三浦俊也                                                                         | 擅長格鬥戰和防禦，附有大盾「Chios」和棍棒「Lemnos」，身上的圓形能量點能發射能量光束                                                                        |
|              | 蝘蜓座Zodiarts   | 210.0cm                                                                          | 175.0kg                                                                          | 透明化能力 伸出的舌頭能將敵人束縛 自在動作的尾巴                                 | 3 - 4                                                                            | 佐久間珠惠                                                                       | 能夠隱形和用舌頭攻擊，擅長偷襲作戰 |
|              | 獨角獸座Zodiarts | 231.0cm （包含頭上的角）                                                         | 197.0kg                                                                          | 取下頭部面罩進行武器化 高深的劍技                                                | 5 - 6                                                                            | 新田文博                                                                         | 頭部的面罩能夠變成西洋劍，擅長劍擊，雙手能發射馬蹄型光彈                                                                                                   |
|              | 獵犬座Zodiarts   | 212.0cm                                                                          | 179.0kg                                                                          | 以鎖鏈攻擊進行打擊 發射針狀的能量彈                                              | 7 - 8                                                                            | 佐竹輝彥                                                                         | 擅長以鎖鏈進行遠距攻擊，手部可快速發射多枚針彈 |
|              | 天壇座Zodiarts   | 219.0cm                                                                          | 180.0kg                                                                          | 念動力 自在操縱火炎的能力                                                        | 9 - 10                                                                           | 鵜阪律子                                                                         | 擅長以手杖「Aradia」操縱火焰、以及使物品移動的念力 |
|              | 羅盤座Zodiarts   | 223.0cm                                                                          | 191.0kg                                                                          | 搜索目標物位置的調查探索能力 操縱物體的運動方向                                  | 11 - 12                                                                          | 牧瀨弘樹                                                                         | 雙臂鐮刀狀的傳感器「Dowsing Horn」能隨意導引物體的進行方向，頭上觸角具有探測功能                                                                           |
|              | 英仙座Zodiarts   | 239.0cm                                                                          | 212.0kg                                                                          | 壓倒性力量的劍擊 石化能力                                                        | 15 - 16                                                                          | 元山惣帥                                                                         | 力量極大，左手擁有將敵人石化的能力，右手持有大劍「Oracle」                                                                                                 |
|              | 小犬座Zodiarts   | 不明                                                                             | 不明                                                                             | 不明                                                                             | 15                                                                               | 園田紗理奈                                                                       | 能力不明，Last One後因為強大的意志進化成天蠍座Zodiarts |
|              | 天貓座Zodiarts   | 225.0cm                                                                          | 174.0kg                                                                          | 靈敏的身體動作 銳利的雙爪攻擊                                                    | 17 - 18                                                                          | 野野村公夫                                                                       | 雙手帶有銳利指爪。不擅近身戰，但速度和彈跳力都極強 |
|              | 天龍座Zodiarts   | 237.0cm                                                                          | 221.0kg                                                                          | 鐵球攻擊 能吸收電擊與熱量及抗衝擊力的超金屬軀體                                  | 19 - 20                                                                          | 野本仁                                                                           | 擁有超金屬製身體，能夠吸收電力及火燄，手部能丟出鐵球 |
|              | 飛馬座Zodiarts   | 221.0cm                                                                          | 195.0kg                                                                          | 雙腳使出的強力蹴擊 （鬼島夏兒經過特訓後所學會的，酷似宇津木遙的踢擊）            | 21 - 22                                                                          | 鬼島夏兒                                                                         | 模仿踢拳的搏擊能力。Last One後起腿能發出馬蹄形狀的光束作遠距離攻擊。 最後因為強大的意志進化為巨蟹座Zodiarts                                                |
|              | 天鵝座Zodiarts   | 213.0cm                                                                          | 182.0kg                                                                          | 如手裏劍般飛行的羽毛 芭蕾踢擊                                                    | 23 - 24                                                                          | 江口規夫                                                                         | 可使用大量羽毛捲起強力旋風，有如利刃的拳腳攻擊，擅長遠距離的輕盈跳躍                                                                                       |
|              | 后髮座Zodiarts   | 226.0cm                                                                          | 177.0kg                                                                          | 能自在操作自身毛髮誕生出的分身                                                   | 25 - 26                                                                          | 德田彌生                                                                         | 拔出的髮毛能衍生出分身。分身可變化成其他Zodiarts的姿態。頭髮可用作出攻擊或纏擾敵人                                                                         |
|              | 蒼蠅座Zodiarts   | 223.0cm （全階段共通）                                                           | 180.0kg （全階段共通）                                                           | 優異的跳躍力 從口中吐出黏液 身體變化成無數蒼蠅的能力 飛行能力 能量光彈攻擊       | 29 - 30                                                                          | 草尾春                                                                           | 依照情緒反應分成三段進化來提升戰鬥力，最初段口中能噴出粘液和強大跳躍力；第二段身體能分散成無數蒼蠅群；Last One後第三段進化成擁有翅膀飛行和口中能射出能量球 |
|              | 天兔座Zodiarts   | 不明                                                                             | 不明                                                                             | 不明                                                                             | 31                                                                               | 山田龍守                                                                         | 能力不明，Last One後因為強大的意志進化成白羊座Zodiarts |
|              | 天琴座Zodiarts   | 不明                                                                             | 不明                                                                             | 不明                                                                             | 35                                                                               | 五藤東次郎                                                                       | 能力不明，Last One後因為強大的意志進化成摩羯座Zodiarts |
|              | 小獅座Zodiarts   | 不明                                                                             | 不明                                                                             | 不明                                                                             | 43                                                                               | 闇悠木 城島悠木                                                                  | 能力不明，Last One後直接進化成雙子座Zodiarts |
|              | 仙女座Zodiarts   | 不明                                                                             | 不明                                                                             | 不明                                                                             | 45                                                                               | 黑木蘭                                                                           | 能力不明，Last One後直接進化成雙魚座Zodiarts |
|              | 武仙座Zodiarts   | 更多 ： 假面騎士×假面騎士 Wizard & Fourze MOVIE大戰Ultimatum § 登場怪人/敵對角色 | 更多 ： 假面騎士×假面騎士 Wizard & Fourze MOVIE大戰Ultimatum § 登場怪人/敵對角色 | 更多 ： 假面騎士×假面騎士 Wizard & Fourze MOVIE大戰Ultimatum § 登場怪人/敵對角色 | 更多 ： 假面騎士×假面騎士 Wizard & Fourze MOVIE大戰Ultimatum § 登場怪人/敵對角色 | 更多 ： 假面騎士×假面騎士 Wizard & Fourze MOVIE大戰Ultimatum § 登場怪人/敵對角色 | 更多 ： 假面騎士×假面騎士 Wizard & Fourze MOVIE大戰Ultimatum § 登場怪人/敵對角色                                                                           |
|              | 船底座Zodiarts   |                                                                                  |                                                                                  |                                                                                  | 小說                                                                             | 平良澄江                                                                         | |
|              | 船尾座Zodiarts   |                                                                                  |                                                                                  |                                                                                  | 小說                                                                             | 坂本遼子                                                                         | |
|              | 船帆座Zodiarts   |                                                                                  |                                                                                  |                                                                                  | 小說                                                                             | 穗積聖瑠                                                                         | |
|              | 南船座Zodiarts   |                                                                                  |                                                                                  |                                                                                  | 小說                                                                             | 平良澄江 坂本遼子 穗積聖瑠 牧瀨弘樹                                              | 由船底座Zodiarts、船尾座Zodiarts、船帆座Zodiarts和羅盤座Zodiarts合體而成。                                                                                 |

### Horoscope
射手座Zodiarts（サジタリウス・ゾディアーツ）（CV：鶴見辰吾／香港配音：朱子聰、替身演員：渡邊淳）
本體身份：我望光明 
武器名為「Gilgamesh」的弓。能發出無限炮由宇宙能量構成，名為「Apostolos」的箭矢贯穿敌人及造成爆炸。
超新星后全身覆蓋著由宇宙能量構成的橙紅色護甲，照样可以施放宇宙能量的箭矢攻擊，也可把自己化作箭矢般向目標發動致命踢擊
 天蠍座Zodiarts 
原文： / 
身高：234.0cm
體重：187.0kg
特色 / 能力：從毒針注入猛毒、華麗的蹴擊技
變身者：園田紗理奈  / 立神吼
（替身演員：渡邊淳、CV：竹本英史 （張錦江（香港配音）））
由小犬座Zodiarts進化而成。
擅長以蹴擊技為主的格鬥戰，能使用蘊含宇宙能量的特殊劇毒注入生物體內腐蝕其生物組織。
因獲得超新星之力的關係，能變化成天蠍座超新星。
 天蠍座超新星 
原文： / Scorpion・Nova
身高：286.0cm
體重：271.0kg
變身者：園田紗理奈
特色 / 能力：從毒針注入猛毒、從巨大身體產生出的怪力
天蠍座使用超新星之力變化的型態。
下半身出現蠍子身體並巨大化，力量跟速度都因此獲得大幅提升。
 天秤座Zodiarts 
原文： / 
身高：238.0cm
體重：203.0kg
特色 / 能力：幻象能力、能看見星辰命運的超新星之力「拉普拉斯之瞳」
變身者：速水公平
（替身演員：渡邊淳、CV：天野浩成（張裕東（香港配音）））
持有名為「Dikē」的手杖。能夠操縱幻覺，隨意令自身或他人幻化成別人的模樣。
「超新星」後能力為「拉普拉斯之瞳」，可預見別人命運的星辰從而更容易找出可覺醒為Horoscope的人。此能力亦可以尋得其他幹部身處的所在地。
處女座Zodiarts（ヴァルゴ・ゾディアーツ）（CV：田中理惠／香港配音：黃麗芳、替身演員：藤田慧）
本體身份：江本州輝、立神吼
Horoscope中的裁判官與處刑人。主要武器為斧杖「Rhodia」，能製造空間扭曲令自身或他人作瞬間轉移，處刑時利用此能力把目標送往暗星雲。可發出如黑洞的重力能量球作攻擊，任何物質觸及後會被侵蝕。背上羽翼除飛行外，還可作防禦之用。
獅子座Zodiarts（レオ・ゾディアーツ）（CV：横山一敏／香港配音：陳欣、替身演員：橫田遼）
本體身份：立神吼
雙手能化成既長而大的爪子。能咆哮出極具威力的音波攻擊。極速的移動能力。
由於擁有特殊的體質，能夠運用別的天文裝置變身成其他Horoscope，甚至比本尊更能發揮原本的能力，曾变身白羊、巨蟹、天蝎、摩羯、处女、水瓶、双子座Zodiarts。
巨蟹座Zodiarts（キャンサー・ゾディアーツ）（CV：田本清嵐／香港配音：張方正、替身演員：藤井祐伍）
本體身份：鬼島夏兒、立神吼
由飛馬座Zodiarts進化而成。
全身覆蓋極為堅硬的外殼，任何重擊都無法作出傷害 。但耐熱程度低，火焰攻擊卻得到明顯的效果。左手為鋒利的巨型蟹鉗，任何物體也可輕易切割，但當蟹鉗被封鎖時則大幅減低戰鬥力。能噴射泡沫作掩護或攻擊。可抽出人體的生理機能並將其實體化為環形，剪斷後被抽出者便陷入昏迷，並可吸入體內作為自己的能量。
「超新星」後能力為化成巨大化螃蟹身軀，力量跟防禦力都因此獲得大幅提升。
白羊座Zodiarts（アリエス・ゾディアーツ）（CV：川原一馬／香港配音：劉奕希、替身演員：高田將司）
本體身份：山田龍守、立神吼
由天兔座Zodiarts進化而成。
別稱「睡眠之使徒」（原文為）。
持有名為「Coppelius」的手杖，用作以催眠來控制別人的心理狀態（精神狀態）使其影響生理，導致行動遲緩甚至長眠不起；相對地也可用來激發人體的精神或腦波，令長眠的人重新甦醒。
「超新星」後羊角延長且可無限發出電能，肩膀的外型亦有所變化。
摩羯座Zodiarts（カプリコーン・ゾディアーツ）（CV：川村亮介／香港配音：關令翹、替身演員：渡邊淳）
本體身份：五藤東次郎、立神吼
由天琴座Zodiarts進化而成。
武器是名為「Uruk」的多弦琴，彈奏出的音頻有高度破壞力。音樂帶出實體化的五線譜可用作纏擾，音符如炸彈般爆破。聽過奏樂的人心智會持續處於亢奮狀態而不能自拔。琴音能夠和天文裝置產生共鳴，
「超新星」後令共鳴的訊號增幅。
水瓶座Zodiarts（アクエリアス・ゾディアーツ）（CV：瀧澤Karen／香港配音：葉曉欣、替身演員：藤田慧）
本體身份：艾妮露須田、立神吼、
其他变身者：我望光明
兩肩上瓶子噴出的水能夠療癒各種傷勢，對Zodiarts或人類同樣有效。但兩肩瓶子同時被破壞後就會失去此能力。手執名為「Nectar」的鞭子來進行攻擊，濺出的碎片可用作偵測出被附著目標的位置。
金牛座Zodiarts（タウラス・ゾディアーツ）（CV：絲木建太／香港配音：黃積權、替身演員：渡邊淳）
本體身份：杉浦雄太
手持名為「Gudanna」的手杖，可抽離對方靈魂將其變成沒有自我意識的傀儡並加以控制，亦能通過誓約書的簽署隨意操控簽字人的行為。
堅韌的軀體加上驚人的爆發力，對近戰非常有利。
雙子座Zodiarts（ジェミニ・ゾディアーツ）（CV：今野宏美／香港配音：陳皓宜、替身演員：藤田慧）
本體身份：城島悠木及闇悠木、立神吼
由小獅座Zodiarts進化而成。
唯一由天文裝置自行衍生出個體的特殊存在，以城島悠木為原型的另一分身。原型和分身均代表兩個極端的人格，一段時間後會互相淘汰再重新合而為一。
主要武器名為「Lynceus」的紅色及「Idas」的藍色卡牌，兩者分別為觸及目標後立即爆炸（紅）及自行控制引爆（藍）。
「超新星」後能力為以壓縮宇宙能量製造分身並進行自爆攻擊。
雙魚座Zodiarts（ピスケス・ゾディアーツ）（CV：ほのかりん／香港配音：何寶珊、替身演員：藤田慧）
本體身份：黑木蘭
由仙女座Zodiarts進化而成。
能造出如游泳般的潛行方式接近目標攻擊，可噴出高壓的水流。
劇場版《假面騎士Fourze THE MOVIE 大家的宇宙來了!》中的複製體以金剛杵狀雙頭叉作為主要武器。

#### 星塵忍者 (ダスタード)
本作的雜兵級怪人。由幹部怪人所召喚，以群體的方式出現而略佔優勢。
以名為「Duswords」的小太刀為主要武器，有時會丟出煙霧彈，身手十分敏捷。
由於被擊破後會散出亮光性塵粒，而得名星塵忍者。
獅子座Zodiarts可特別召喚出兩名戰鬥力比一般更強的星塵忍者，外表比平常的多添歌舞伎鏡獅子的髮型。

## 播放列表
以下時間以當地時間（日本時間）為準
| 日本首播   | 香港首播   | 台灣首播   | 話數 | 中文標題       | 日本原文標題 | 登場敵方怪人（CV）                                                                                  | 關東收視率 | 編劇       | 監督     |
| ---------- | ---------- | ---------- | ---- | -------------- | ------------ | --------------------------------------------------------------------------------------------------- | ---------- | ---------- | -------- |
| 2011/9/4   | 2014/6/28  | 2014/9/7   | 01   | 青・春・變・身 |              | - 獵戶座Zodiarts（CV：水野真典／香港配音：鍾見麟）                                                  | 6.3%       | 中島一基   | 坂本浩一 |
| 2011/9/11  | 2014/7/5   | 2014/9/14  | 02   | 宇・宙・上・等 |              | - 獵戶座Zodiarts（CV：水野真典／香港配音：鍾見麟）                                                  | 7.2%       | 中島一基   | 坂本浩一 |
| 2011/9/18  | 2014/7/12  | 2014/9/21  | 03   | 女・王・選・舉 |              | - 蝘蜓座Zodiarts（CV：吉川まりあ／香港配音：吳羨婷）                                                | 5.5%       | 中島一基   | 坂本浩一 |
| 2011/9/25  | 2014/7/19  | 2014/9/28  | 04   | 變・換・暗・躍 |              | - 蝘蜓座Zodiarts（CV：吉川まりあ／香港配音：吳羨婷）                                                | 6.7%       | 中島一基   | 坂本浩一 |
| 2011/10/2  | 2014/7/26  | 2014/10/5  | 05   |                |              | - 麒麟座Zodiarts（CV：宇治清高／香港配音：李安邦）                                                  | 7.7%       | 中島一基   | 石田秀範 |
| 2011/10/9  | 2014/8/2   | 2014/10/12 | 06   |                |              | - 麒麟座Zodiarts（CV：宇治清高／香港配音：李安邦）                                                  | 5.8%       | 中島一基   | 石田秀範 |
| 2011/10/16 | 2014/8/9   | 2014/10/19 | 07   |                |              | - 獵犬座Zodiarts（CV：佐藤流司／香港配音：黃積權）                                                  | 6.1%       | 三條陸     | 柴崎貴行 |
| 2011/10/23 | 2014/8/16  | 2014/10/26 | 08   |                |              | - 獵犬座Zodiarts（CV：佐藤流司／香港配音：黃積權）                                                  | 6.8%       | 三條陸     | 柴崎貴行 |
| 2011/10/30 | 2014/8/23  | 2014/11/2  | 09   |                |              | - 天壇座Zodiarts（CV：梶原光／香港配音：張頌欣）                                                    | 6.7%       | 三條陸     | 諸田敏   |
| 2011/11/13 | 2014/8/30  | 2014/11/9  | 10   |                |              | - 天壇座Zodiarts（CV：梶原光／香港配音：張頌欣）                                                    | 6.3%       | 三條陸     | 諸田敏   |
| 2011/11/20 | 2014/9/6   | 2014/11/16 | 11   | 消・失・月・門 |              | - 羅盤座Zodiarts（CV：篠原孝文／香港配音：李震權）                                                  | 6.1%       | 中島一基   | 田崎龍太 |
| 2011/11/27 | 2014/9/13  | 2014/11/23 | 12   | 使・命・賢・命 |              | - 羅盤座Zodiarts（CV：篠原孝文／香港配音：李震權）                                                  | 5.5%       | 中島一基   | 田崎龍太 |
| 2011/12/4  | 2014/9/20  | 2014/11/30 | 13   | 學・校・拒・絕 |              | - 天蠍座Zodiarts（CV：竹本英史／香港配音：張錦江）                                                  | 6.6%       | 三條陸     | 石田秀範 |
| 2011/12/11 | 2014/9/27  | 2014/12/7  | 14   | 毒・針・猛・襲 |              | - 天蠍座Zodiarts（CV：竹本英史／香港配音：張錦江）                                                  | 4.6%       | 三條陸     | 石田秀範 |
| 2011/12/18 | 2014/10/4  | 2014/12/14 | 15   | 聖・夜・合・唱 |              | - 英仙座Zodiarts（CV：秋元龍太朗／香港配音：張方正）                                                | 6.1%       | 三條陸     | 柴崎貴行 |
| 2011/12/25 | 2014/10/11 | 2014/12/21 | 16   |                |              | - 英仙座Zodiarts（CV：秋元龍太朗／香港配音：張方正）                                                | 5.3%       | 三條陸     | 柴崎貴行 |
| 2012/1/8   | 2014/10/18 | 2014/12/28 | 17   | 流・星・登・場 |              | - 天貓座Zodiarts（CV：山崎將平／香港配音：巫哲棋）                                                  | 5.9%       | 中島一基   | 諸田敏   |
| 2012/1/15  | 2014/10/25 | 2015/1/4   | 18   | 弦・流・對・決 |              | - 天貓座Zodiarts（CV：山崎將平／香港配音：巫哲棋）                                                  | 5.6%       | 中島一基   | 諸田敏   |
| 2012/1/22  | 2014/11/1  | 2015/1/11  | 19   | 鋼・龍・無・雙 |              | - 天龍座Zodiarts（CV：安藤龍／香港配音：陳成港）                                                    | 5.3%       | 三條陸     | 石田秀範 |
| 2012/1/29  | 2014/11/8  | 2015/1/18  | 20   | 超・絕・磁・力 |              | - 天龍座Zodiarts（CV：安藤龍／香港配音：陳成港）                                                    | 6.1%       | 三條陸     | 石田秀範 |
| 2012/2/5   | 2014/11/15 | 2015/1/25  | 21   |                |              | - 飛馬座Zodiarts（CV：田本清嵐／香港配音：張方正）                                                  | 5.7%       | 中島一基   | 坂本浩一 |
| 2012/2/12  | 2014/11/22 | 2015/2/1   | 22   |                |              | - 飛馬座Zodiarts（CV：田本清嵐／香港配音：張方正）                                                  | 5.8%       | 中島一基   | 坂本浩一 |
| 2012/2/19  | 2014/11/29 | 2015/2/8   | 23   |                |              | - 天鵝座Zodiarts（CV：松野太紀／香港配音：梁偉德）                                                  | 5.7%       | 長谷川圭一 | 山口恭平 |
| 2012/2/26  | 2014/12/6  | 2015/2/15  | 24   | 英・雄・願・望 |              | - 天鵝座Zodiarts（CV：松野太紀／香港配音：梁偉德）                                                  | 6.2%       | 長谷川圭一 | 山口恭平 |
| 2012/3/4   | 2014/12/13 | 2015/2/22  | 25   |                |              | - 后髮座Zodiarts（CV：鈴木霞／香港配音：何晶晶）                                                    | 5.3%       | 三條陸     | 諸田敏   |
| 2012/3/11  | 2014/12/20 | 2015/3/1   | 26   | 有・終・輪・舞 |              | - 后髮座Zodiarts（CV：鈴木霞／香港配音：何晶晶）                                                    | 6.5%       | 三條陸     | 諸田敏   |
| 2012/3/18  | 2014/12/27 | 2015/3/8   | 27   |                |              | - 巨蟹座Zodiarts（CV：田本清嵐／香港配音：張方正）                                                  | 7.1%       | 中島一基   | 石田秀範 |
| 2012/3/25  | 2015/1/3   | 2015/3/15  | 28   | 星・嵐・再・起 |              | - 巨蟹座Zodiarts（CV：田本清嵐／香港配音：張方正）                                                  | 5.7%       | 中島一基   | 石田秀範 |
| 2012/4/1   | 2015/1/10  | 2015/3/22  | 29   | 後・輩・無・言 |              | - 蒼蠅座Zodiarts（CV：荒木次元／香港配音：鍾見麟）                                                  | 5.7%       | 長谷川圭一 | 坂本浩一 |
| 2012/4/8   | 2015/1/17  | 2015/3/29  | 30   |                |              | - 蒼蠅座Zodiarts（CV：荒木次元／香港配音：鍾見麟）                                                  | 7.4%       | 長谷川圭一 | 坂本浩一 |
| 2012/4/15  | 2015/1/24  | 2015/4/5   | 31   | 昴・星・王・國 |              | - 白羊座Zodiarts（CV：川原一馬／香港配音：劉奕希）                                                  | 7.4%       | 三條陸     | 坂本浩一 |
| 2012/4/22  | 2015/1/31  | 2015/4/12  | 32   | 超・宇・宙・劍 |              | - 白羊座Zodiarts（CV：川原一馬／香港配音：劉奕希）                                                  | 6.5%       | 三條陸     | 坂本浩一 |
| 2012/4/29  | 2015/2/7   | 2015/4/19  | 33   | 古・都・騷・亂 |              | - 天秤座Zodiarts（CV：天野浩成／香港配音：張裕東）                                                  | 5.4%       | 中島一基   | 諸田敏   |
| 2012/5/6   | 2015/2/14  | 2015/4/26  | 34   | 天・穴・攻・防 |              | - 天秤座Zodiarts（CV：天野浩成／香港配音：張裕東）                                                  | 5.2%       | 中島一基   | 諸田敏   |
| 2012/5/13  | 2015/2/28  | 2015/5/3   | 35   |                |              | - 摩羯座Zodiarts（CV：川村亮介／香港配音：關令翹)                                                   | 6.5%       | 長谷川圭一 | 渡邊勝也 |
| 2012/5/20  | 2015/3/7   | 2015/5/10  | 36   |                |              | - 摩羯座Zodiarts（CV：川村亮介／香港配音：關令翹)                                                   | 5.9%       | 長谷川圭一 | 渡邊勝也 |
| 2012/5/27  | 2015/3/14  | 2015/5/17  | 37   |                |              | - 水瓶座Zodiarts（CV：瀧澤Karen／香港配音：葉曉欣)                                                  | 5.8%       | 三條陸     | 石田秀範 |
| 2012/6/3   | 2015/3/21  | 2015/5/24  | 38   | 勝・者・決・定 |              | - 水瓶座Zodiarts（CV：瀧澤Karen／香港配音：葉曉欣)                                                  | 5.7%       | 三條陸     | 石田秀範 |
| 2012/6/10  | 2015/3/28  | 2015/5/31  | 39   | 學・園・守・則 |              | - 金牛座Zodiarts（CV：絲木建太／香港配音：黃積權）                                                  | 5.9%       | 長谷川圭一 | 諸田敏   |
| 2012/6/24  | 2015/4/4   | 2015/6/7   | 40   | 理・念・情・念 |              | - 金牛座Zodiarts（CV：絲木建太／香港配音：黃積權）                                                  | 4.1%       | 長谷川圭一 | 諸田敏   |
| 2012/7/1   | 2015/4/11  | 2015/6/14  | 41   |                |              | - 處女座Zodiarts（CV：田中理惠／香港配音：黃麗芳）                                                  | 5.7%       | 中島一基   | 山口恭平 |
| 2012/7/8   | 2015/4/18  | 2015/6/21  | 42   |                |              | - 處女座Zodiarts（CV：田中理惠／香港配音：黃麗芳）                                                  | 5.3%       | 中島一基   | 山口恭平 |
| 2012/7/15  | 2015/4/25  | 2015/6/28  | 43   | 双・子・明・暗 |              | - 雙子座Zodiarts（CV：今野宏美／香港配音：陳皓宜）                                                  | 5.9%       | 三條陸     | 石田秀範 |
| 2012/7/22  | 2015/5/2   | 2015/7/5   | 44   | 星・運・儀・式 |              | - 雙子座Zodiarts（CV：今野宏美／香港配音：陳皓宜）                                                  | 3.7%       | 三條陸     | 石田秀範 |
| 2012/8/5   | 2015/5/9   | 2015/7/12  | 45   | 天・秤・背・叛 |              | - 雙魚座Zodiarts（CV：ほのかりん／香港配音：何寶珊）                                                | 5.4%       | 中島一基   | 諸田敏   |
| 2012/8/12  | 2015/5/16  | 2015/7/19  | 46   | 孤・高・射・手 |              | - 雙魚座Zodiarts（CV：ほのかりん／香港配音：何寶珊）                                                | 4.9%       | 中島一基   | 諸田敏   |
| 2012/8/19  | 2015/5/23  | 2015/7/26  | 47   | 摯・友・別・離 |              | - 獅子座Zodiarts（CV：橫山一敏／香港配音：陳欣） - 射手座Zodiarts（CV：鶴見辰吾／香港配音：朱子聰） | 5.1%       | 中島一基   | 坂本浩一 |
| 2012/8/26  | 2015/5/30  | 2015/8/2   | 48   | 青・春・銀・河 |              | - 獅子座Zodiarts（CV：橫山一敏／香港配音：陳欣） - 射手座Zodiarts（CV：鶴見辰吾／香港配音：朱子聰） | 5.1%       | 中島一基   | 坂本浩一 |

## 音樂

### 主題曲
- 『Switch On！』

作詞：藤林聖子 / 作／編曲：Tatsuo / 歌：土屋安娜
- （台灣版）[39]

作詞：香蕉哥哥 / 作曲：Tatsuo / 編曲：西瓜哥哥 / 歌：草莓姐姐
- 『幪面超人Switch On！』（香港版）[40]

作詞：天　旋 / 作曲：Tatsuo / 編曲：徐洛鏘 / 歌：王君馨

### 插曲
「Giant Step」 （第6話～）
- 演唱：Astronauts（May'n‧椎名慶治（日语：椎名慶治））
- 作詞：藤林聖子
- 作／編曲：鳴瀬シュウヘイ（日语：鳴瀬シュウヘイ）

「がんばれ、はやぶさくん」 （第16話）
- 演唱：城島ユウキ（CV：清水富美加）

「Shooting Star」 （第16話～）
- 演唱：everset（日语：everset）
- 作詞：藤林聖子
- 作／編曲：tatsuo（日语：tatsuo）

「Bounce Back」 （第20話～）
- 演唱：SoutherN（栗林美奈實、山下洋介）
- 作詞：藤林聖子
- 作／編曲：山下洋介

「Endless Play」 （第21話～）
- 演唱：Astronauts feat.SHINA（Vocal‧椎名慶治（日语：椎名慶治））
- 作詞：藤林聖子
- 作／編曲：飯塚啓介、TAKUYA（日语：TAKUYA）

「咲いて」 （第26話、最終話）
- 演唱：KAMEN RIDER GIRLS
- 作詞：緋村剛、長野典二
- 作曲：長野典二
- 編曲：鳴瀬シュウヘイ（日语：鳴瀬シュウヘイ）

「Evolvin' Storm」 （第28話～）
- 演唱：everset（日语：everset）
- 作詞：藤林聖子
- 作／編曲：tatsuo（日语：tatsuo）

「Cosmic Mind」 （第32話～）
- 演唱：Astronauts（May'n‧椎名慶治（日语：椎名慶治））
- 作詞：藤林聖子
- 作／編曲：鳴瀬シュウヘイ（日语：鳴瀬シュウヘイ）

「Love Is Overdrive」 （第35話～第36話）
- 演唱：JK（CV：土屋シオン）
- 作詞：藤林聖子
- 作曲：DJ HURRY KENN
- 編曲：AYANO!（日语：AYANO!）

「はやぶさメタル」 （第35話）
- 演唱：仮面ライダー部バンド（CV：清水富美加‧高橋龍輝‧志保）

「オヤジのBlues」 （第36話）
- 演唱：JK（CV：土屋シオン）
- 作詞：藤林聖子
- 作曲：DJ HURRY KENN
- 編曲：AYANO!（日语：AYANO!）

「ラッキークッキー」 （第39話）
- 演唱：遠藤三貴（假面騎士GIRLS）
- 作詞：鳴瀬シュウヘイ（日语：鳴瀬シュウヘイ）
- 作曲/編曲：DJ HURRY KENN

### 獎項
- 2015年4月19日：由王君馨演唱之香港區粵語版片頭曲《Switch On！》於新城電台舉辦的「新城勁爆勵志兒歌頒獎禮2014」內奪得「新城勁爆勵志兒歌」獎。

## 其他相關媒體

### 《蠟筆小新》合作企畫
- 為宣傳《假面騎士x超級戰隊 超級英雄大戰》和同樣以宇宙為主題的《蠟筆小新》20周年紀念作品《蠟筆小新 風起雲湧！我的宇宙公主！》兩部電影，繼《假面騎士電王》後，相隔五年再度與假面騎士系列合作。2012年4月13日至29日兩部作品分別播放兩集特別篇劇場，合共4集。

| 話數  | 標題                   | 播放節目                                                 | 播放日期      |
| ----- | ---------------------- | -------------------------------------------------------- | ------------- |
| 第1話 | アニメに変身だゾ       | 放送丸20年!春のクレヨンしんちゃん 映画公開スペシャルだゾ | 2012年4月13日 |
| 第2話 | 合・体・出・撃         | 《假面騎士Fourze》第31話                                 | 2012年4月15日 |
| 第3話 | ひまわりをお助けするゾ | 《蠟筆小新》第768話                                      | 2012年4月27日 |
| 第4話 | 友・達・未・満         | 《假面騎士Fourze》第33話                                 | 2012年4月29日 |

### 劇場版
- 《劇場版 假面騎士OOO WONDERFUL 將軍與21枚核心硬幣》（2011年8月6日上映）
- 《假面騎士×假面騎士 Fourze & OOO MOVIE大戰MEGA MAX》（2011年12月10日上映）
- 《假面騎士x超級戰隊 超級英雄大戰》（2012年4月21日上映）
- 《假面騎士Fourze THE MOVIE 大家的宇宙來了!》（2012年8月4日上映）
- 《假面騎士×假面騎士 Wizard & Fourze MOVIE大戰Ultimatum》（2012年12月8日上映）
- 《假面騎士平成Generations FINAL Build & EX-AID with 傳說騎士》（2017年12月9日上映）

### 映像商品化
- TV劇集從2012年2月21日起，全12卷（每卷4話）Blu-ray及DVD以每月順序發行。
  - 《演員座談會》：收錄在內的特輯，劇中主要演員以座談會形式作對話。
  - 《假面騎士部．部會 Quiz．假面騎士都市傳說！！》：收錄在內的特輯，以歷代假面騎士的知識為題，考驗劇中7名主要演員的問答環節。

| 發售日期       | 收錄卷集 | 司儀                      | 主題            |
| -------------- | -------- | ------------------------- | --------------- |
| 2012年2月21日  | Vol.1    | 歌星賢吾（高橋龍輝 飾）   | 假面騎士一號    |
| 2012年3月21日  | Vol.2    | 大文字隼（冨森Justin 飾） | 假面騎士二號    |
| 2012年4月21日  | Vol.3    | 風城美羽（坂田梨香子 飾） | 假面騎士V3      |
| 2012年5月21日  | Vol.4    | 城島悠木（清水富美加 飾） | 騎士人          |
| 2012年6月21日  | Vol.5    | JK（土屋シオン 飾）       | 假面騎士X       |
| 2012年7月21日  | Vol.6    | 野座間友子（志保 飾）     | 假面騎士亞馬遜  |
| 2012年8月21日  | Vol.7    | 如月弦太朗（福士蒼汰 飾） | 假面騎士強人    |
| 2012年9月21日  | Vol.8    | 朔田流星（吉澤亮 飾）     | 天空騎士        |
| 2012年10月21日 | Vol.9    | 朔田流星（吉澤亮 飾）     | 假面騎士Super 1 |
| 2012年11月21日 | Vol.10   | 朔田流星（吉澤亮 飾）     | 假面騎士ZX      |
| 2012年12月21日 | Vol.11   | 大文字隼（冨森Justin 飾） | 最終考試        |
| 2013年1月21日  | Vol.12   | 大文字隼（冨森Justin 飾） | 最終考試        |

- 《Climax Episode 31話32話 導演剪輯版 － 天星之絆》Blu-ray及DVD（2012年10月21日發行）


以第31話「昴・星・王・國」及第32話「超・宇・宙・劍」內容，追加10分鐘未公開影像再剪輯收錄成一單元故事。
另收錄特典為第21、22、29和30話未公開影像。
- 《Final Episode 導演剪輯版》Blu-ray及DVD（2013年2月21日發行）


以第47話「親・友・別・離」及最終話「青・春・銀・河」內容，追加未公開影像再剪輯收錄成一單元故事。
- 《Vol.1「Three、Two、One、變身！宇宙來了！！」》Blu-ray及DVD（2011年12月9日發行）


第1話及第2話再修緝版本。
- 《Vol.2「Powerdizer！與Fourze共同作戰」》Blu-ray及DVD（2012年1月21日發行）


第7話及第8話再修緝版本。

### 電視遊戲
- 《假面騎士 Climax Heroes Fourze》（2011年12月1日發行）
- 《All Rider － Rider Generation（日语：オール仮面ライダー ライダージェネレーション）》（2011年8月4日發行）
- 《All Rider － Rider Generation2》（2012年8月2日發行）
- 《假面騎士 超（Super）Climax Heroes》（2012年11月29日發行）

### 天文裝置大圖鑑
- 《天文裝置秘密報告》


月刊雜誌《てれびくん》2012年7月號隨書附送的特別篇DVD。

### 超戰鬥DVD
- 《假面騎士Fourze 超戰鬥DVD 友情之Rocket-Drill States》


月刊雜誌《てれびくん》2012年6月號隨書附送的特別篇DVD。

### 漫畫
- 《別冊コロコロコミック》2012年2月號及4月號分為前後編連載。2月號前編故事內容為獵犬座Zodiarts事件；4月號後編故事內容為天貓座Zodiarts事件。由鷹岬諒作畫。

### 網路電影
- 《網路版 - 假面騎士x超級戰隊 超級英雄大變 〜犯人到底是誰〜》

2012年4月1日東映特撮BB的テレ朝動画的付費配信，也可以說是電影《假面騎士x超級戰隊 超級英雄大戰》本篇外所附帶的特別番外篇。
- 《網路版 - 假面騎士Fourze 大家的授業來了!》

2012年7月13日東映特撮BB的テレ朝動画的付費配信，也可以說是電影《假面騎士Fourze THE MOVIE 大家的宇宙來了!》本篇外所附帶的特別番外篇。

### 小說
- 《小説 假面騎士Fourze～天・高・卒・業～》


講談社出版，2014年2月28日發行，作者塚田英明。
背景發生於正篇最終話過後至劇場版《假面騎士×假面騎士 Wizard & Fourze MOVIE大戰Ultimatum》五年後時空之間的一段故事。
故事描述舉行畢業典禮前受到多名Zodiarts襲擊；謎一般的敵人假面騎士Icarus登場；從人造衞星M-BUS上回歸的園田紗理奈、鬼島夏兒和杉浦雄太三人的去向；及如月弦太朗日後成為教師的主因。
電視影集
- 《假面騎士ZI-O》

第5-6話 ，大杉忠太登場。

## 超級英雄時間關連項目
- 2011秋《海賊戰隊豪快者》（第28-51集）
- 2012春《特命戰隊Go Busters》（第1-27集）

## 海外播映
| 台灣 東森幼幼台 星期日 16:30-17:00 | 台灣 東森幼幼台 星期日 16:30-17:00 | 台灣 東森幼幼台 星期日 16:30-17:00 |
| ---------------------------------- | ---------------------------------- | ---------------------------------- |
|                                    | （2014年9月7日－2015年8月2日）     |                                    |
| (2013年6月16日－2014年5月4日)      | (2015年8月9日－)                   |                                    |

| 香港 無綫電視翡翠台 星期六11:15-11:50 2015年2月21日停播 | 香港 無綫電視翡翠台 星期六11:15-11:50 2015年2月21日停播 | 香港 無綫電視翡翠台 星期六11:15-11:50 2015年2月21日停播 |
| ------------------------------------------------------- | ------------------------------------------------------- | ------------------------------------------------------- |
|                                                         | （2014年6月28日－2015年5月30日）                        |                                                         |
| （2013年7月13日－2014年6月21日）                        | （2015年6月6日－2016年7月16日）                         |                                                         |

## 外部連結
- 《假面騎士Fourze》朝日官網（日語）（页面存档备份，存于）（因朝日電視台清除網站下失連）
- 《假面騎士Fourze》東映官網（日語） （页面存档备份，存于）
- Fourze 介紹（Ban Dai Hong Kong）
- 《假面騎士系列》情報網站 （页面存档备份，存于）（日語）
- 《假面騎士系列》萬代官網 （页面存档备份，存于）（日語）